# Konstantin Stoilov
Konstantin Stoilov Konstantinov (en búlgaro: Константин Стоилов Константинов; 23 de septiembre de 1853-23 de marzo de 1901) fue un destacado político búlgaro durante la segunda mitad del siglo XIX, antes de la independencia del país. Desempeñó en dos ocasiones el cargo de primer ministro del Principado autónomo de Bulgaria. Simeón Radev lo describió como el más prooccidental de todos los políticos búlgaros.

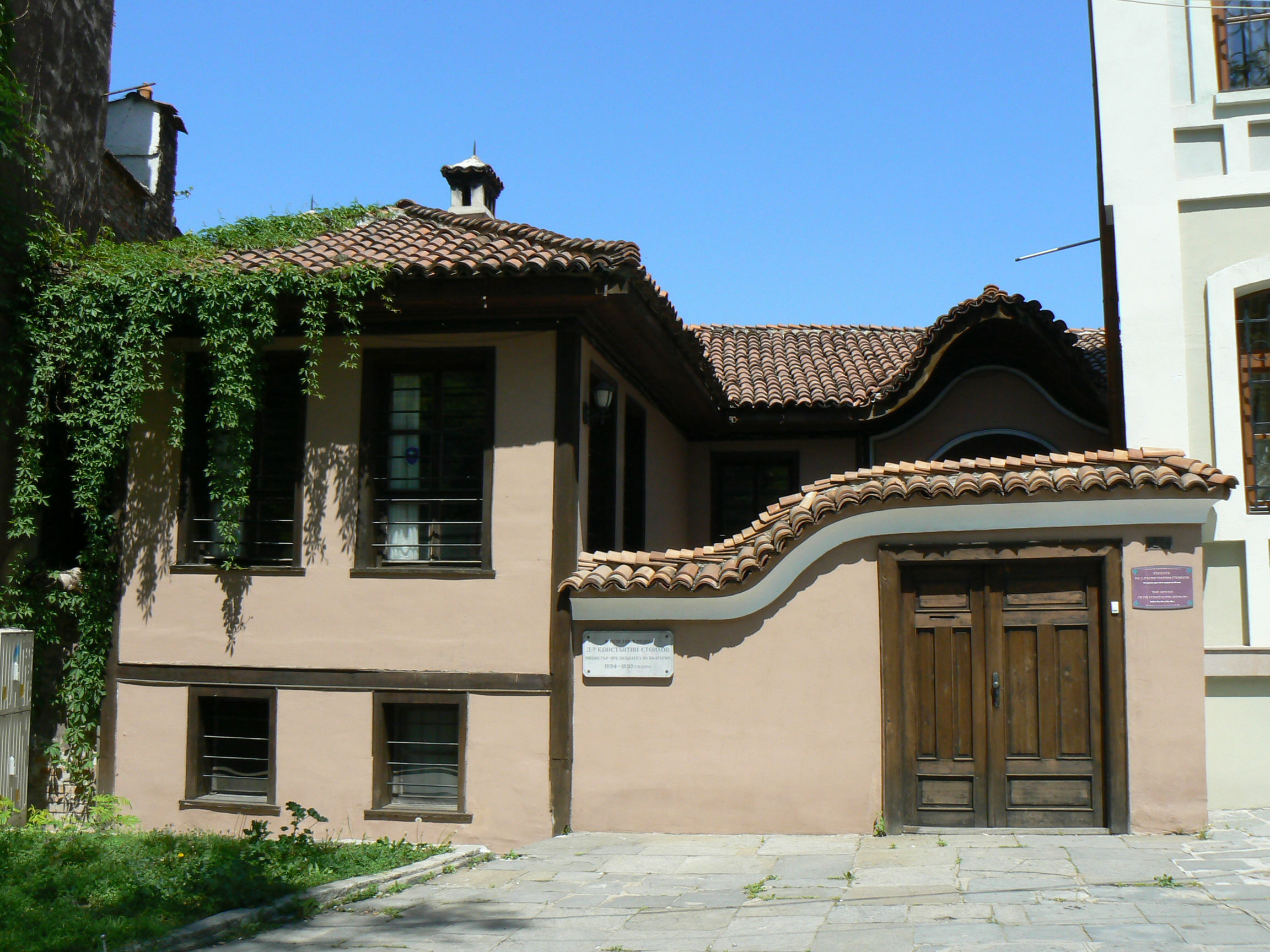
La casa de Konstantin Stoilov en la ciudad vieja de Plovdiv.

## Comienzos
Nacido en Plovdiv, entonces parte del Imperio otomano, Stoilov estudió en el Robert College de Estambul, antes de doctorarse en derecho en la Universidad Ruprecht Karl de Heidelberg. Durante su estancia en Alemania se convirtió en masón.
Político de carrera del Partido Conservador y más tarde de su propio Partido Popular, ocupó varias carteras de gobierno, incluyendo la de exteriores, justicia e interior.

## Primer gabinete
Fue nombrado brevemente primer ministro en 1887.

## Segundo gabinete
Volvió al gobierno en 1894 tras el largo mandato de Stefan Stambolov con la tarea de restaurar las relaciones con el Imperio ruso por encargo del príncipe Fernando. Su gobierno definió el reinado de Fernando.
Su gobierno se caracterizó por la tolerancia creciente de las actividades de la O.I.R.M, así como por el trato más justo hacia los judíos (como un abogado, Stoilov había defendido con éxito a los judíos de Vratsa de las acusaciones de sacrificios rituales en 1890).
Como otros gobiernos de la región, impulsó la industrialización del país, a costa de deprimir la tradicional producción artesanal. En 1894 aprobó leyes proteccionistas para defender las nuevas industrias nacionales frente a la competencia exterior y en 1897 todos los funcionarios fueron obligados a vestir ropas de producción nacional.
El gobierno de Stoilov se hubo de enfrentar a una campaña de críticas de sectores de la prensa organizada por su principal opositor político, Stefan Stambolov, anterior primer ministro. El gobierno respondió expropiando las fincas de Stambolov para uso del Estado y aboliendo las pensiones a exministros del gobierno.
Para desarrollar la red ferroviaria hubo de solicitar onerosos créditos en los bancos de Viena. La compra de la red de una compañía alemana en Rumelia Oriental en condiciones desfavorables para el estado forzó su dimisión en 1899, dando paso a una serie de administraciones liberales.
Permaneció como una importante figura de la política búlgara hasta su muerte.